# Megulia Dotata
Megulia detta Megulia Dotata (Roma, III sec. a.C. circa – Roma, II a.C. circa) è stata una nobile romana, vissuta a cavallo della seconda guerra punica.

## Biografia
Suo padre, il console Gneo Cornelio Scipione Calvo, desiderava che lei potesse essere maritata per avere un successore, ma essendo lui in Spagna non poteva accompagnarla con la dote; scrisse quindi al Senato romano che, su consiglio della moglie di lui, decise e presentò la somma, cinquecentomila denari di rame. Al tempo già Tazia, la figlia di Cesone accompagnata da diecimila denari di rame, pareva disponesse di una grandissima dote, così Megulia venne data in sposa con una dote così incredibilmente elevata da venire soprannominata Megulia Dotata.
Essendo vissuta in un periodo in cui gli Antichi Romani erano ancora piuttosto poveri, nacque l'uso del denominare ciascuna ragazza Megulia Dotata quando veniva accompagnata da un'ottima dote.